# 哈比布普尔
哈比布普尔（Habibpur），是印度比哈尔邦Bhagalpur县的一个城镇。总人口9360（2001年）。

## 人口
该地2001年总人口9360人，其中男性4923人，女性4437人；0—6岁人口1918人，其中男1003人，女915人；识字率39.63%，其中男性为45.95%，女性为32.61%。